# Otjchamuri
Otjchamuri (georgiska: ოჩხამური) är en daba (stadsliknande ort) i Georgien. Den ligger i regionen Adzjarien, i den västra delen av landet. Otjchamuri hade 5 355 invånare 2014.